# Município de Austinburg (condado de Ashtabula, Ohio)
Localização do Ohio nos E.U.A.
O município de Austinburg (em inglês: Austinburg Township) é um município localizado no condado de Ashtabula no estado estadounidense de Ohio. No ano 2010 tinha uma população de 2197 habitantes e uma densidade populacional de 33,95 pessoas por km².

## Geografia
O município de Austinburg encontra-se localizado nas coordenadas 41° 45′ 09″ N, 80° 51′ 44″ O. Segundo a Departamento do Censo dos Estados Unidos, o município tem uma superfície total de 64.71 km², da qual 64,24 km² correspondem a terra firme e (0,73 %) 0,47 km² é água.

## Demografia
Segundo o censo de 2010, tinha 2197 pessoas residindo no município de Austinburg. A densidade de população era de 33,95 hab./km².